# Harold Reid
Harold Wilson Reid (21 de agosto de 1939, Staunton, Virginia-Ibid.; 24 de abril de 2020) fue un cantante estadounidense de música country que cantó como bajo en el grupo The Statler Brothers. 
Hermano mayor de Don Reid, quien fue el cantante principal del grupo.

## Carrera
Harold nació en Staunton, Virginia, en 1939. Seis años más tarde, nació su hermano, Don. En 1955 el, junto a Lew DeWitt, Phil Balsley y Joe McDorman, crearon un grupo. Comenzaron cantando en iglesias locales, y más tarde, cambiaron el nombre por The Kingsmen. En 1961, Joe dejó el grupo ingresando su hermano Don. En 1964, adoptaron el nombre final, The Statler Brothers. Comenzaron como respaldo vocal de Johnny Cash. En 1965, lanzaron su primer éxito, la canción compuesta por Lew DeWitt, Flowers On The Wall. 
Escribió canciones exitosas de los Statlers como Bed Of Roses, que alcanzó el #9 en Billboard Hot 100 y Do You Know You Are My Sunshine, #1 en Billboard Hot 100 y #5 en Canadá. En 1982 DeWitt abandonaría el grupo por problemas de salud, siendo reemplazado permanentemente por Jimmy Fortune. DeWitt muere el 15 de agosto de 1990 debido a las complicaciones de la enfermedad de Crohn que sufría de la adolescencia. 
En la década de los años 80 y los 90 los Statlers eran furor en la red TNN Nashville, a tal punto que llegaron a tener su propio programa de entretenimiento, The Statler Brothers Show, entre 1991 hasta 1998. El programa se convirtió en el de más audiencia de la historia de TNN Nashville.
Finalmente, el grupo se disolvió en 2002 con una gira de despedida.
Aparte del canto, se destacó por su gran sentido del humor, apareciendo en varios programas e incluso siendo nominados a premios. Junto a los Statlers grabó discos humorísticos como Lester "Roadhog" Moran & The Cadillac Cowboys.

## Fallecimiento
Falleció el 24 de abril de 2020 a causa de una insuficiencia renal. Tenía 80 años.